# Juan José León Rubio
Juan José León Rubio (Atemajac, Jalisco; 1954) Es un abogado y político mexicano, miembro del Partido Acción Nacional, que fue gobernador interino de Aguascalientes.
Juan José León Rubio es abogado egresado de la Universidad Nacional Autónoma de México, tiene una maestría en impuestos en la Universidad de Guadalajara y un Diplomado en Impuesto en el Instituto Tecnológico Autónomo de México, durante 25 años se desempeñó como funcionario de la Secretaría de Hacienda y Crédito Público llegando a ser Administrador Regional Jurídico de Ingresos para Occidente. 
Fue Secretario de Finanzas y Administración del gobierno del estado de Aguascalientes en el periodo 1998 a 2004 durante la administración  de Felipe González González a quien sustituyó como gobernador los meses finales del sexenio.
El 7 de diciembre de 2006 fue nombrado Oficial Mayor de la Secretaría de Gobernación, cargo en el que cesó el 19 de enero de 2008 al ser nombrado en su lugar Abel Cuevas Melo.